# Manuel Bueso Pineda
Manuel Bueso Pineda (Santa Rosa de Copán, 1 de septiembre de 1893 - Ib., 23 de junio de 1968) fue un ingeniero en minas, político, catedrático y empresario hondureño.

## Biografía
Manuel Bueso Pineda. Nació en la ciudad de Santa Rosa de Copán un 1 de septiembre de 1893, falleció en fecha 23 de junio de 1968. Fue hijo legítimo del matrimonio entre el señor Manuel Bueso Cuéllar y la señora Luz Pineda.
Manuel Bueso, realizó sus estudios primarios en la "Escuela de Varones Lancasteriana Aurora" (actualmente "Escuela Jerónimo José Reina Rosa") para luego entrar a estudiar educación secundaria en el "Instituto de Segunda Enseñanza" donde obtuvo el Bachillerato, seguidamente se marchó a los Estados Unidos de América donde ingresó a la Williston Academy de East Hampton en el estado de Massachusetts; para luego, continuar sus estudios en el College of Mining and Technology, de Haughton, estado de Míchigan donde se graduaría de Ingeniero de minas, después de realizar su tesis, se doctoró en la Escuela de Minerías del Estado de Colorado.

### Descendencia
Bueso Pineda, en sus años de soltería en Santa Rosa de Copán, procreó a la famosa escritora Argentina Díaz Lozano, nacida en 1912 como Argentina Bueso Mejía, de su relación con Trinidad Mejía.
En 1916 contrajo nupcias con la dama Lastenia Josefa Arías Fiallos hija del presidente Juan Ángel Arias Boquín, con quien procreó los hijos siguientes: Héctor Bueso Arias, Jorge Bueso Arias, Alma Luz Bueso Arias, Luis Bueso Arias, Enrique Bueso Arias y Rodolfo Bueso Arias.

### Vida empresarial y política
Manuel Bueso Pineda, era conocido popularmente desde la niñez como "Melo", fue un comerciante muy activo y simpatizante del Partido Liberal de Honduras al cual ingresaría y luego se uniría en sus gestas como candidato político, asimismo sobresalió en la organización urbanística de su pueblo natal Santa Rosa de Copán en cuanto a idear proyectos para su desarrollo comunal y actividades económicas, invirtiendo su capital en crear empresas que diesen fuentes de trabajo. 
En 1914 comenzó su carrera como educador, siendo nombrado profesor en la “Escuela Normal de Señoritas” fundada en Santa Rosa, seguidamente entre los años de 1916 a 1918 fue profesor en el recién conformado “Colegio de Segunda Enseñanza” en la misma ciudad; trabajos que le permitían también administrar los negocios de propiedad familiar, conocidas como: “Casa Bueso y Hermanos” cuya tienda principal estaba en Santa Rosa y una agencia en la ciudad de San Pedro Sula. 
Manuel Bueso, ganó las elecciones locales como Alcalde Municipal y en 1929 en su gestión edilicia mando construir el primer "Rastro Municipal" para el destazo de reces y reacondicionó varias calles principales de la ciudad, seguidamente entre los años de 1931 al 1933 fue nombrado Cónsul de Honduras, en la república de El Salvador movilizándose para ello a aquel país centroamericano; seguidamente fue nombrado administrador de la otra compañía de la familia Bueso, la Sociedad y Compañía Minera de San Andrés, desde 1936 y de la Compañía Minera de antimonio El Quetzal; fue además el fundador de la Cámara de Comercio e Industria de Santa Rosa y su primer presidente desde 1940, mismo año en que fue iniciador y fundador del Club Rotary International No. 5227 con sede local en la ciudad de Santa Rosa de Copán, recayendo en él su presidencia.
Don Manuel Bueso Pineda fue la persona que llevó a la ciudad de Santa Rosa el primer aparato proyector cinematográfico e instaló además un cine al cual denominó Cine REX que se ubicó en el edificio donde estaba también la Tienda y almacenes de “Casa Bueso y Hermanos” frente al Parque Central Jardín La Libertad. 
En 1951 al fundarse el Banco de Occidente, S.A. por su hijo el Licenciado Jorge Bueso Arias, el señor Manuel Bueso fue nombrado como su primer Presidente General. Aparte de su incansable labor filantrópica y empresarial, Manuel "Melo" Bueso también se trasladaba a la Mina de San Andrés de la Nueva Zaragoza, en el Municipio de La Unión de Copán, en donde con sus ingeniosos planes se explotaba la mina a cielo abierto en aquella localidad, mediante extracción de los minerales, de la brosa utilizando el cianuro. Siempre en el sector de la política don "Melo" fue parte activa en la realización de la carretera de occidente que fue inaugurada en el año de 1952, siendo presidente de la nación el Doctor Juan Manuel Gálvez.

### Ascendencia
Bosquejo del árbol genealógico del ingeniero Manuel Bueso Pineda.
|  |                                                        |  |  |  |  |  |  |  |  |  |  |  |  |  |  |  |
|  | 8 Pascual Bueso (español judío sefardí 1773-16/3/1807) |  |  |  |  |  |  |  |  |  |  |  |  |  |  |  |
|  |                                                        |  |  |  |  |  |  |  |  |  |  |  |  |  |  |  |
|  |                                                        |  |  |  |  |  |  |  |  |  |  |  |  |  |  |  |
|  | 4. Julio Bueso Pineda (criollo), (n.1800-1875)         |  |  |  |  |  |  |  |  |  |  |  |  |  |  |  |
|  |                                                        |  |  |  |  |  |  |  |  |  |  |  |  |  |  |  |
|  |                                                        |  |  |  |  |  |  |  |  |  |  |  |  |  |  |  |
|  | 9 Anselma (Anastacia) Pineda (española)                |  |  |  |  |  |  |  |  |  |  |  |  |  |  |  |
|  |                                                        |  |  |  |  |  |  |  |  |  |  |  |  |  |  |  |
|  |                                                        |  |  |  |  |  |  |  |  |  |  |  |  |  |  |  |
|  | 2. Manuel Bueso Cuéllar (1857 -1913)                   |  |  |  |  |  |  |  |  |  |  |  |  |  |  |  |
|  |                                                        |  |  |  |  |  |  |  |  |  |  |  |  |  |  |  |
|  |                                                        |  |  |  |  |  |  |  |  |  |  |  |  |  |  |  |
|  | 5 Manuela Cuéllar Bueso                                |  |  |  |  |  |  |  |  |  |  |  |  |  |  |  |
|  |                                                        |  |  |  |  |  |  |  |  |  |  |  |  |  |  |  |
|  |                                                        |  |  |  |  |  |  |  |  |  |  |  |  |  |  |  |
|  | 1. Manuel “Melo” Bueso Pineda (1893-1968)              |  |  |  |  |  |  |  |  |  |  |  |  |  |  |  |
|  |                                                        |  |  |  |  |  |  |  |  |  |  |  |  |  |  |  |
|  |                                                        |  |  |  |  |  |  |  |  |  |  |  |  |  |  |  |
|  | 3. Luz Pineda                                          |  |  |  |  |  |  |  |  |  |  |  |  |  |  |  |
|  |                                                        |  |  |  |  |  |  |  |  |  |  |  |  |  |  |  |
|  |                                                        |  |  |  |  |  |  |  |  |  |  |  |  |  |  |  |

### Membresías
- Miembro del Partido Liberal de Honduras.
- Miembro de la Sociedad de Ingenieros de Honduras;
- Miembro del Comité de Renacimiento de Santa Rosa, del cual fue Vicepresidente en 1943;
- Miembro del Club Rotary International del cual fue Presidente entre 1940-1941.

## Reconocimiento póstumo
- Instituto Manuel Bueso Pineda.